# روبرت ويبستر
روبرت ويبستر (بالإنجليزية: Robert Webster) هو أستاذ جامعي وعالم أحياء أمريكي، ولد في 5 يوليو 1932 في بالكلوثا (نيوزيلندا) في نيوزيلندا.